# Ogrodzona (gmina)
Ogrodzona – dawna gmina wiejska istniejąca w latach 1945–1954 w województwie śląskim (śląsko-dąbrowskim), katowickim i stalinogrodzkim. Siedzibą władz gminy była Ogrodzona.
Jako gmina jednostkowa gmina Ogrodzona należała od 28 lipca 1920 roku gmina do woj. śląskiego. Początkowo była częścią powiatu bielskiego, w październiku 1921 roku została włączona do powiatu cieszyńskiego.
1 grudnia 1945 roku została przekształcona w gminę zbiorową, obejmującą poza siedzibą gromady Gumna, Kisielów, Krasna i Łączka. 6 lipca 1950 zmieniono nazwę woj. śląskiego na katowickie, a 9 marca 1953 kolejno na woj. stalinogrodzkie. Według stanu z 1 lipca 1952 roku gmina składała się w dalszym ciągu z 5 gromad.
Zniesiona została 29 września 1954 roku wraz z reformą znoszącą gminy.
Jednostki nie przywrócono 1 stycznia 1973 wraz z kolejną reformą reaktywującą gminy. Obecnie Gumna, Łączka i Ogrodzona należą do gminy Dębowiec, Kisielów do gminy Skoczów, a Krasna jest jedną z dzielnic Cieszyna.